# Hor III
Hor III fue un faraón de la dinastía XIII de Egipto, que gobernó c. 1606-1604 a. C.
Parte de su nombre, ... Uebenra Hor, está inscrito en el Canon Real de Turín, en el registro VII, 15. El fragmento de papiro donde figuraba la duración de su reinado se perdió. Está precedido por Ibi II, y le sucede Se...kara. 
El nombre Hor, que aparece junto a su cartucho en el Canon Real, debía ser su nombre de Nacimiento, o un epíteto. 
Los últimos mandatarios de la dinastía XIII solamente gobernaron en las regiones próximas a Tebas, en el Alto Egipto. 
En esta época, los reyes denominados comúnmente hicsos, pertenecientes a la dinastía XV, habían conquistado Menfis y dominaban el Bajo Egipto, haciendo tributarios a los habitantes de casi todo Egipto. 

## Testimonios de su época
Sólo es citado en el Canon Real de Turín, escrito cuatro siglos después, como "...Uebenra Hor".

## Titulatura
| Titulatura | Jeroglífico | Transliteración (transcripción) - traducción - (referencias) |

| N5 | HASH | G43 | D58 | N35 · N5 |

| N5 | HASH | G43 | D58 | N35 · N5 |

| N5 | HASH | G43 | D58 | N35 · N5 |

| N5 | HASH | G43 | D58 | N35 · N5 |

| N5 | HASH | G43 | D58 | N35 · N5 |

| N5 | HASH | G43 | D58 | N35 · N5 |

| N5 | HASH | G43 | D58 | N35 · N5 |

| N5 | HASH | G43 | D58 | N35 · N5 |

| N5 | HASH | G43 | D58 | N35 · N5 |

| N5 | HASH | G43 | D58 | N35 · N5 |

| N5 | HASH | G43 | D58 | N35 · N5 |

| N5 | HASH | G43 | D58 | N35 · N5 |

| N5 | HASH | G43 | D58 | N35 · N5 |

| N5 | HASH | G43 | D58 | N35 · N5 |

| N5 | HASH | G43 | D58 | N35 · N5 |

| N5 | HASH | G43 | D58 | N35 · N5 |

| G5 | G7 |

| G5 | G7 |

| G5 | G7 |

| G5 | G7 |

| G5 | G7 |

| G5 | G7 |

| G5 | G7 |

| G5 | G7 |

| G5 | G7 |

| G5 | G7 |

| G5 | G7 |

| G5 | G7 |

| G5 | G7 |

| G5 | G7 |

| G5 | G7 |

| G5 | G7 |